# 张颢 (东汉)
张颢（?—?），字智明，常山郡（今河北省正定縣）人，东汉时期的大臣。
他的哥哥是中常侍張奉，张颢幼年時好儒經，被鄉里所推薦。內廷宦官、永樂門史霍玉知道他的才幹，引薦於朝廷。開始做梁國相，後來歷任光祿勳、太常。漢靈帝光和元年（178年）三月，太常张颢被任命为太尉。九月，因為天象有彗星，张颢被罷免。他依附宦官，徇私舞弊，喪失志節。